# Papúa Nueva Guinea en los Juegos Olímpicos de Barcelona 1992
Papúa Nueva Guinea estuvo representada en los Juegos Olímpicos de Barcelona 1992 por un total de 13 deportistas, 12 hombres y una mujer, que compitieron en 4 deportes.
El equipo olímpico papú no obtuvo ninguna medalla en estos Juegos.